# フランチェスコ・ゴンザーガの肖像
『フランチェスコ・ゴンザーガの肖像』(フランチェスコ・ゴンザ―ガの肖像、イタリア語: Ritratto di Francesco Gonzaga) は、イタリアのルネサンス期の芸術家アンドレア・マンテーニャが1460年代に制作した絵画である。現在、イタリアのナポリにあるカポディモンテ美術館に所蔵されている。
フランチェスコ・ゴンザーガは、マントヴァ侯爵であったルドヴィーコ3世・ゴンザーガの次男で、17歳の時に教皇ピウス2世によって枢機卿に任命されていた。ゴンザーガ家は自分たちの肖像画を描いてもらうためマンテーニャに依頼し続けたが、それらの肖像画は外交上の贈り物とされ、また自分たちの住居に掛けられた。
この絵画は、マンテーニャが1460年に移住したマントヴァの宮廷で最初に制作された肖像画の1つである。15世紀の慣例に則り、古代ローマのメダルの肖像に倣った横顔の胸像で描かれている。